# Forenzička psihijatrija
Forenzička psihijatrija ili sudska psihijatrija je grana psihijatrije koja se bavi pravnim pitanjima vezanim uz duševne poremećaje. Sudsko psihijatrijski vještaci izrađuju ekspertize tj. provode vještačenja osoba koje zbog duševnih poremećaja dolaze u kontakt s pravnim normama, kaznenog i građanskog prava i u izvanparničnim postupcima. Predstavlja granično znanstveno područje između psihijatrije i prava i dotiče se kriminalistike. Po zahtjevnosti je forenzička psihijatrija sam vrh psihijatrije, jer forenzički psihijatri moraju znati psihijatriju, pravo, život, psihologiju, antropologiju i politiku.
U Republici Hrvatskoj postoje Zavodi za forenzičku psihijatriju, u Zagrebu u Vrapču sa zapadne strane Klinike za psihijatriju Vrapče te u psihijatrijskim bolnicama u Popovači, na Rabu i Ugljanu. U Vrapču su prvi forenzički pacijenti zabilježeni 1882. godine. Hrvatski psihijatrijski forenzičari po kakvoći vještačenja spadaju na svjetski vrh.